# Mallegat (Katwijk)

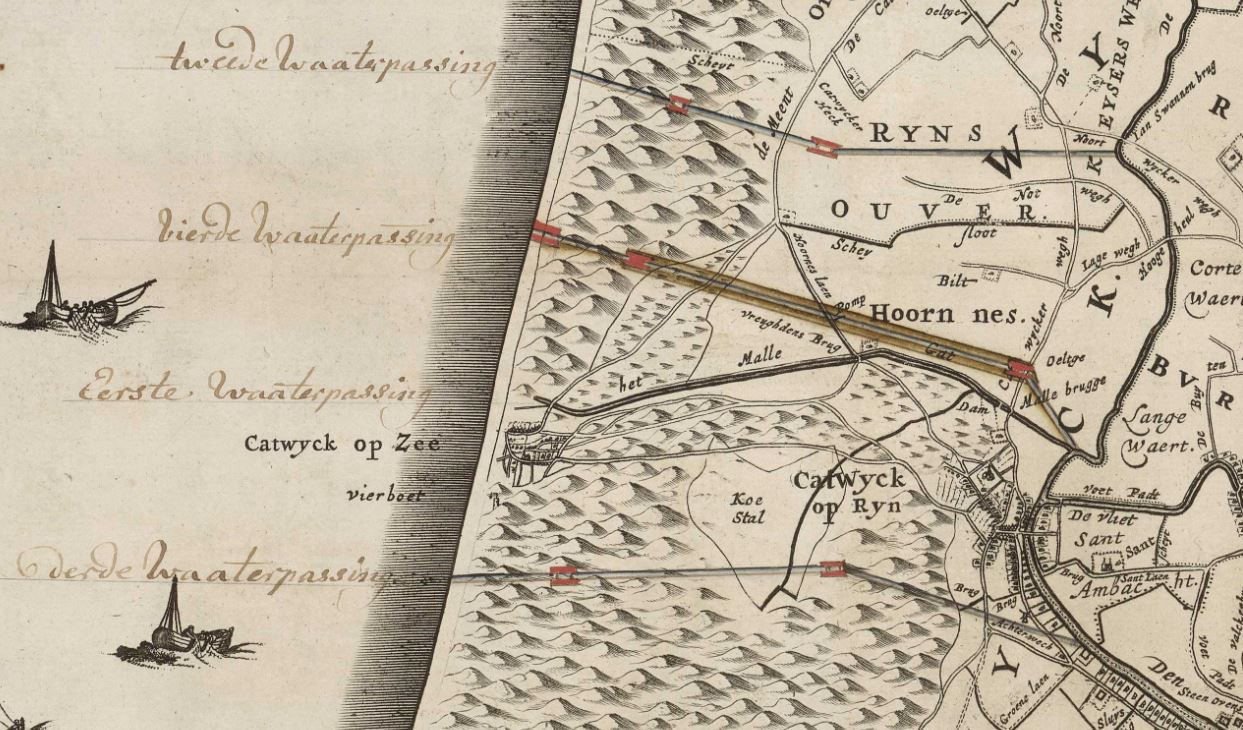
Kaart uit 1687 met het Mallegat ten zuiden van de Oude Rijn richting de duinen.

Het Mallegat is een dichtgestoven afwateringskanaal in de Nederlandse provincie Zuid-Holland, tussen de Oude Rijn en de duinen bij Katwijk.
In de 12de eeuw was de monding van de Oude Rijn bij Katwijk verstopt geraakt. Het overtollig water werd toen naar het noorden afgevoerd, in de richting van het Spaarne en het IJ. Toch bleef er behoefte bestaan aan een extra lozingsmogelijkheid bij Katwijk. Sinds het begin van de 15de eeuw werden plannen gemaakt om de Oude Rijn weer met de Noordzee te verbinden. In de jaren 1571 en 1572 werd een bescheiden uitwatering aangelegd, maar door de omstandigheden van de Tachtigjarige Oorlog verzandde deze. Het doodlopende kanaal tussen de Oude Rijn en de duinen kwam bekend te staan als het Malle Gat of Mallegat; deze naam komt overigens ook bij andere watergangen voor. Uiteindelijk zou de Oude Rijn pas in de napoleontische tijd via uitwaterende sluizen weer met de Noordzee verbonden worden.

## 21e eeuw
In Katwijk aan den Rijn is nog een deel van het oude Mallegat intact. Dit deel takt af aan de westzijde van het Additioneel Kanaal, bij een knooppunt van waterwegen waar de Oude Rijn, het Additioneel Kanaal, de Noordwijkervaart en het Oegstgeesterkanaal samenkomen en uitstromen in de Berghaven. Het Hoogheemraadschap van Rijnland gebruikt hiervoor de naam Lage Mallegat; Google Maps duidt dit water aan als Mallegat, maar een aanpalend pad heet Laage Mallegatpad. De ondiepe watergang loopt dood op de N206. Beheer en onderhoud zijn in handen van de gemeente Katwijk.

## Benaming
Het Aardrijkskundig Woordenboek der Nederlanden uit 1846 stelt dat Mallegat een spotnaam was, omdat het kanaal in korte tijd verzandde. Het AWN van Van der Aa geldt echter niet als erg betrouwbaar, en het Woordenboek der Nederlandsche Taal noemt de uitleg bij het Katwijkse Mallegat expliciet onjuist.